# رهادی عزلی رحلیم
رهادی عزلی رحلیم (محمد رهادی عزلی بن رحلیم؛ زادهٔ ۲۸ مهٔ ۲۰۰۱) بازیکن فوتبال است.
وی همچنین در تیم‌های ملی فوتبال امید و بزرگسالان مالزی بازی کرده‌است.